# Fusioon
Fusioon va ser un grup musical català de rock progressiu, fundat el 1971 per Manel Camp (piano i teclats), Jordi Camp (baix), Santi Arisa (percussió) i Martí Brunet (guitarra).
Van començar la seva activitat musical a Manresa, i el 1972 editen el seu primer disc amb el nom del mateix grup "Fusioon" (Belter), amb influències de música clàssica, jazz, pop i folk, que incloïa una versió de "La danza del molinero", de Manuel de Falla. Després de publicar alguns senzills, el 1974 apareix el seu segon àlbum "Fusioon 2" (Belter) en el que a més de composicions pròpies van versionar un tema de Txaikovski. El grup fa diverses actuacions en directe a Castelldefels, Barcelona i Eivissa, i el 1975 participa en el festival Canet Rock. Aquell mateix any enregistren a Madrid el seu tercer, darrer i més ambiciós disc, "Minorisa" (Ariola), que incloïa tres suites escrites per Manel Camp: "Ebusus", "Minorisa" i "Llaves del subconsciente". Després de la dissolució del grup al 1976, Santi Arisa va fundar Pegasus amb musics procedents d'altres grups catalans de rock progressiu, Manel Camp va continuar la seva carrera com a solista i en grups de jazz, i Martí Brunet va especialitzar-se en música electrònica.

## Discografia
- Fusioon (1973)
- Fusioon 2 (1974)
- Minorisa (1975)